# العشمور
ال اشمور یک منطقهٔ مسکونی در یمن است که در استان صنعا واقع شده‌است.